# Talegalla fuscirostris
El talégalo piquinegro, telégala de pico rojo o talégalo pico negro (Talegalla fuscirostris) es una especie de ave galliforme de la familia Megapodiidae que habita en Nueva Guinea y las islas Aru.

## Distribución y hábitat
Se encuentra principalmente en las selvas del sur de la isla de Nueva Guinea y las cercanas islas Aru, distribuido tanto por Indonesia como por Papúa Nueva Guinea.